# Christoffer Boserup Skov
Christoffer Boserup Skov (født 1976) er en danskfilosof og forfatter. Han er uddannet cand.mag. i filosofi og psykologi og master i retorik. 
Boserup Skov har skrevet en række bøger, bl.a. Basal videnskabsteori (Gyldendal), Mennesket i verden (Systime), Meningen med livet - otte svar og en hulens masse spørgsmål (Forlaget Mindspace), Bliv til! (Forlaget Mindspace) samt børne- og ungdomsserien om Sebastian (Det Andersenske Forlag). 